# 찰스 하워튼
찰스 하워튼(Charles Howerton, 1938년 6월 24일 ~ )은 미국의 배우, 텔레비전 배우, 성우이다.

## 방송
- 마이 네임 이즈 얼 4
- 에이리언 네이션

## 영화
- 랜드 오브 더 애스트로너츠 (2010년)
- 지.아이.조 - 전쟁의 서막 (2009년)
- 양파 무비 (2008년)
- 더트 (2007년)
- 디먼 헌터 (2005년)
- 워크 앤 더 글로리 (2004년)
- 저스티스 리그 (2001년)
- 단두대 (1989년)
- 에이리언 네이션 - TV 시리즈 (1989년)
- 프로그램 투 킬 (1987년)
- 못말리는 번디 가족 (1987년)
- 암흑가의 전쟁 (1977년)
- 블랙 게쉬타포 (1975년)